# طرب فاشن (فلم)
هو فلم خليجي من إنتاج شركة شركة الميديا جروب للإنتاج الفني عام 2006, بطولة ميساء مغربي وسعود أبو سلطان واحمد الجسمي وعبد الناصر درويش وحسن البلام ومنى شداد والاء شاكر ونصر حماد ومحمد الصيرفي وشهد الياسين, و هو من إخراج محمد دحام الشمري

## قصة الفيلم
قصة الفلم تتحدث عن سيف الذي يتزوج سارة وهي تريد ان تحرر مثله وتصبح مطربة وتتحداه، وفي الأخير تخفق في تحدي زوجها وترجع له.

## الأدوار
حسن البلام قام بتمثيل دور صافي
عبدالناصر درويش قام بتمثيل دور وافي
ميساء مغربي قامت بتمثيل دور سارة
منى شداد قامت بتمثيل دور مزنة
أحمد الجسمي قام بتمثيل دور ضاحي
مشعل القملاس قام بتمثيل دور تركي ابوالتراكي الكمخه
سعود بوسلطان قام بتمثيل دور المطرب سيف سلطان
محمد الصيرفي قام بتمثيل دور سعد طقطقة
شهد الياسين قامت بتمثيل دور فتون